# NGC 1511B
NGC 1511B је спирална галаксија у сазвежђу Хидрус која се налази на NGC листи објеката дубоког неба.
Деклинација објекта је - 67° 36' 43" а ректасцензија 4h 0m 54,5s. Привидна величина (магнитуда) објекта NGC 1511 износи 14,5 а фотографска магнитуда 15,2. NGC 1511B је још познат и под ознакама ESO 55-6, FGCE 368, PGC 14279.